# La Virgen y cuatro ángeles

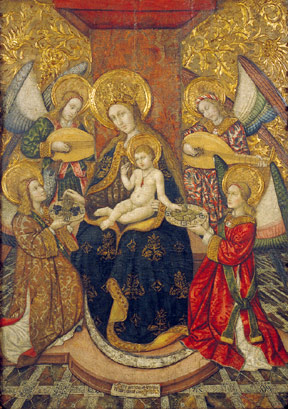
Pedro García Benabarre. Virgen

La Virgen María y cuatro ángeles es un retablo de Pedro García de Benabarre que actualmente forma parte de la colección permanente del Museo Nacional de Arte de Cataluña.

## Descripción
Esta pintura, posible compartimento central de un retablo de advocación mariana, es uno de los testimonios más exitosos de la pintura de Pedro García de Benabarre. La composición está centrada en la imagen entronizada de María y su Hijo, rodeados de dos ángeles músicos y dos seres angélicos más que les ofrecen uvas y peras, frutos alusivos a la sangre y al sacrificio de Cristo en la Cruz, el primero, y a la esperanza en la Salvación, el segundo. También son peras lo que lleva en la mano María a la Mesa de la Virgen María Apocalíptica y san Vicente Ferrer, de las cuales se infiere un mensaje de esperanza. Esta composición también fue pintada por Pedro García de Benabarre y se conserva en el Museo.
Pedro García de Benabarre se debió de formar cerca del pintor aragonés Blasco de Grañén, junto al cual aparece documentado en Zaragoza entre los años 1445 y 1447. Dos años más tarde, ya consta que contrata obra por cuenta propia, mientras que su traslado a Benabarre parece que se produce hacia el 1452, donde residirá hasta el 1455, momento en que se establece en Barcelona, contratado por la viuda de Bernat Martorell y su hijo. 
La leyenda que figura a los pies del asiento de ceremonia de la Virgen María nos informa del nombre del autor: PERE GARCIA DE BENAVARRE MA PINTAT ANY 14. La desaparición de la fecha en qué fue llevada a cabo la obra ha dado lugar a varias propuestas: la mayor parte de estudiosos la sitúan hacia el 1470, pero otros son partidarios de datarla antes del viaje del artista en Barcelona.